# Елешница (приток на Лесновска река)
Вижте пояснителната страница за други значения на Елешница.
Елешница или Матица е река в България, Софийска област — общини Горна Малина и Елин Пелин, десен приток на река Лесновска река. Дължината ѝ е 30 км.
Река Елешница извира югоизточно от седловината Витиня, на 990 м н.в. под името Чурешка река Тече в западна посока в дълбока залесена долина. След село Потоп, реката завива на юг и след село Елешница навлиза в Софийското поле. От село Столник до устието се коритото на реката е коригирано с водозащитни диги. Северно от град Елин Пелин Елешница завива на югозапад и на 1,7 км западно от града се влива отдясно в Лесновска река на 538 м н.в.
Площта на водосборния басейн на реката е 132 км2, което представлява 12,0% от водосборния басейн на Лесновска река. В река Елешница се вливат шест по значителни притока и всички те са отляво: Метликовица, Жерково, Деньов дол, Манастирска река, Дълбоки дол и Желявска река.
По течението на реката са разположени 4 села в Община Елин Пелин: Чурек, Потоп, Елешница, и Столник.
На протежение от 12 км по долината на реката преминава трасето на Автомагистрала "Хемус".
От село Елешница до началото на прохода Витиня, на протежение от 19 км преминава и първокласен път № 1 от Държавната пътна мрежа Видин — София — Кулата.
По долината в най-долното ѝ течение от село Елешница до град Елин Пелин, на протежение от 9,2 км преминава и третокласен път № 105 от Държавната пътна мрежа Елешница — Елин Пелин — Нови хан.
В Софийското поле водите на реката се използват за напояване.

## Топографска карта
- Лист от карта K-34-48. Мащаб: 1 : 100 000.